# لغات جرمانية شمالية
تمثّل اللغات الجرمانية الشمالية واحدًا من الفروع الثلاثة للغات الجرمانية –وهي فصيلة فرعية من اللغات الهندية الأوروبية– بالإضافة إلى اللغات الجرمانية الغربية واللغات الجرمانية الشرقية المنقرضة. كما يُشار إلى هذه المجموعة اللغوية باسم «لغات الشمال»، وهي ترجمة مباشرة للمصطلح السائد أكثر في أوساط الشعوب والباحثين الدنماركيين، والفارويين، والأيسلنديين، والنرويجيين، والسويديين.
يُستخدم مصطلح «اللغات الجرمانية الشمالية» في علم اللسانيات المقارن، في حين يُذكر مصطلح «اللغات الاسكندنافية» في دراسات اللغات القياسية الحديثة والسلسلة اللهجوية الاسكندنافية.
يتحدث 20 مليون شخص تقريب في بلدان الشمال الأوروبي اللغة الاسكندنافية بوصفها لغتهم الأم، ويشمل ذلك أقلية تبلغ نسبة 5% تقريبًا في فنلندا. وتشيع كذلك اللغات المنتمية إلى فصيلة اللغة الجرمانية الشمالية في جرينلاند.

## اللغات واللهجات الحديثة
اللغات الحديثة ولهجاتها في هذه المجموعة هي:
- اللغة الدنماركية
  - اللهجة اليوتلاندية
  - اليوتلاندية الشمالية
  - اليوتلاندية الشرقية
  - اليوتلاندية الغربية
  - اليوتلاندية الجنوبية
  - اللهجات الدنماركية الجُزُرية
  - اللهجة البورنهولمية
- اللغة السويدية
  - اللهجات السويدية الجنوبية
  - لهجة سكونا
  - لهجات يوتامال
  - لهجات جوتلاند
  - لهجات سفيلاند
  - لهجات نورلاند
  - لهجات يمتلاند
  - اللهجات السويدية الشرقية
  - سويدية فنلندا
  - سويدية إستونيا
  - اللغة الدالكاريانية
  - الإلفدالية
  - اللغة الجوتلاندية
- اللغة النرويجية
  - بوكمول (مكتوبة)
  - نيونورسك (مكتوبة)
  - لهجات تروندرسك
  - اللهجات النرويجية الشرقية
  - اللهجات النرويجية الغربية
  - اللهجات النرويجية الشمالية
  - اللغة الفاروية
- اللغة الأيسلندية

## التاريخ

### افتراق اللغات الجرمانية الشرقية عن الغربية
تنقسم اللغات الجرمانية بشكل تقليدي إلى ثلاث مجموعات: الجرمانية الغربية، والجرمانية الشرقية، والجرمانية الشمالية. يصعب تحديد العلاقة بينها بدقّة بالرجوع إلى الأدلة الشحيحة للنقوش المكتوبة باللغة الرونية. بقيت تلك اللغات مفهومةً فيما بينها إلى درجةٍ ما خلال عصر الهجرات، ممّا يجعل تصنيف بعض أشكال اللغات الفردية أمرًا صعب. تشكّلت اللهجات ذات السمات المنسوبة للمجموعة الشمالية من اللغة الجرمانية البدائية في أواخر العصر الحديدي قبل الروماني في شمال أوروبا.
في نهاية المطاف، في العام 200 بعد الميلاد تقريب، تمايزَ المتحدثون بالشكل الجرماني الشمالي من اللغة عن المتحدثين الآخرين باللغة الجرمانية. تُثبت النقوش باللغة الرونية حدوث التطور المبكر لهذا الفرع اللغوي.

### العصور الوسطى
بعد فترة اللغة النوردية القديمة، تطورت اللغات الجرمانية الشمالية إلى فرع اسكندنافي شرقي يضمّ الدنماركية والسويدية؛ وثانيًا، فرع غربي اسكندنافي، يشمل اللغات النرويجية، والفاروية، والأيسلندية؛ وثالثًا، فرع اللغة الجوتلاندية القديمة. أحضر المستوطنون النرويجيون اللغة الشمالية الغربية القديمة إلى أيسلندا وجزر فارو في العام 800 تقريبًا. وتُعتبر اللغة الأيسلندية الحديثة هي الأقرب لتلك اللغة القديمة من ضمن اللغات الاسكندنافية الحديثة. تطورت لغة إضافية تُعرف باسم نورن، في جُزر أوركني وشتلاند بعد استيطان الفايكنج فيها في العام 800 تقريبًا، ولكن انقرضت تلك اللغة حوالي العام 1700.
خلال العصور الوسطى، تمكّن المتحدثون من جميع اللغات الاسكندنافية من فهم بعضهم بعضًا إلى حدّ كبير، وحتى القرن الثالث عشر أشار البعضُ في السويد وأيسلندا إلى تلك اللغات بوصفها لغةً واحدة تُدعى «اللغة الدنماركية». في القرن السادس عشر، استمرّ العديد من الدنماركيين والسويديين في اعتبار الجرمانية الشمالية لغةً واحدة، وذُكِر ذلك في مقدمة أول ترجمة دنماركية للكتاب المقدس وفي كتاب أولاوس ماغنوس وصفٌ للشعوب الشمالية. ولا يخفى حضور الاختلاف في اللهجات بين الغرب والشرق في اللغة الاسكندنافية القديمة في العصور الوسطى، وظهرت ثلاث لهجات: اللهجة النوردية الشمالية الغربية القديمة، واللهجة النوردية الشرقية القديمة، واللهجة الجوتلاندية القديمة.
اتّسمت اللغة الأيسلندية القديمة بتشابهها الأساسي مع اللغة النرويجية القديمة، وشكلتا معًا اللهجة النوردية الغربية القديمة من اللغة النوردية القديمة، وتحدّث بها ساكنو المستوطنات في جزر فارو، وأيرلندا، واسكتلندا، وجزيرة مان، والمستوطنات النرويجية في نورماندي. واستُخدمت اللهجة النوردية القديمة في الدنمارك، والسويد، والمستوطنات في روسيا وإنجلترا، والمستوطنات الدنماركية في نورماندي. في حين سادت اللهجة الجوتلاندية القديمة في جوتلاند وفي عدة مستوطنات في الشرق.
بالرغم من ذلك، وبحلول العام 1600، برزَ تصنيف آخر لفروع اللغة الجرمانية الشمالية من منظور نحوي، وقسّمها إلى مجموعة جُزُرية (الأيسلندية والفاروية)، ومجموعة قارية (الدنماركية، والنرويجية، والسويدية). يرتكز التقسيم بين النوردية الجُزُرية والاسكندنافية القارية على معيار الفَهم المتبادل بين المجموعتين اللغويتين، وقد تطور بسبب تأثيرات متعددة، وخصوصًا الاتحاد السياسي للدنمارك والنرويج (1536–1814) وهو ما أفضى إلى تأثير دنماركي بارزٍ على اللهجات النرويجية الوسطى والشرقية (بوكمول أو الدانو-نرويجية).

## المجموعات السكانية للمتحدثين بها
تُعدّ اللغات الجرمانية الشمالية لغات وطنية في الدنمارك، وفنلندا، وأيسلندا، والنرويج، والسويد، في حين تتحدث غالبية السكان في فنلندا اللغة الفنلندية غير الجرمانية. ضمن السياقات المشتركة لبلدان الشمال الأوروبي، غالب ما تقدّم النصوص في الوقت الحالي في ثلاثة أشكال: الفنلندية، والأيسلندية، وإحدى اللغات الثلاث الدنماركية، أو النرويجية، أو السويدية. كما تُعتبر اللغة الجرينلاندية لغة رسمية هي الأخرى في بلدان الشمال الأوروبي، وتندرج ضمن عائلة اللغات الإسكيمو-أليوتية، وهي اللغة الرسمية الوحيدة في جرينلاند.
في جنوب يوتلاند في جنوب غرب الدنمارك، تتحدث الأقلية الألمانية في الدنمارك باللغة الألمانية، والألمانية هي لغة أقلية معترف بها في تلك المنطقة. واللغة الألمانية هي اللغة الرئيسية في أوساط الأقلية الدنماركية في شليسفيك الجنوبية، وبالمقابل، فالدنماركية هي اللغة الأساسية لألمان شليسفيك الشمالية. ويتحدث مُعظم أفراد مجموعتيّ الأقليتين لغتَين.
بُحكم العرف، فقد كانت اللغتان الدنماركية والألمانية هما اللغتان الرسميتان للملكة الدانو-نرويجية؛ وكتُبت القوانين والوثائق الرسمية المستخدمة في الدنمارك والنرويج باللغة الدنماركية، في حين تحدث المسؤولون المحليون باللغة الدنماركية أو النرويجية. كانت الألمانية هي اللغة الإدارية لهولشتاين ودوقية شلسفيغ.
أما لغات السامي فهي تشكّل مجموعة غير ذات صلة بمجموعة اللغات الجرمانية الشمالية، ووُجدت معها في الدول الاسكندنافية منذ عصور ما قبل التاريخ. ولغات السامي، مثل الفنلندية، هي جزء من مجموعة اللغات الأورالية. على مدار مئات السنين من التفاعل، اقترضت اللغات الفنلندية والسامي العديد من الكلمات المأخوذة من اللغات الجرمانية الشمالية، ولم يكن العكس صحيحًا بدرجة كبيرة.
| الصفة الرسمية                                        | عدد المتحدثين بها | اللغة      |
| السويد، فنلندا، الاتحاد الأوروبي، المجلس الشمالي     | *9,200,000        | السويدية   |
| الدنمارك، جزر فارو، الاتحاد الأوروبي، المجلس الشمالي | 5,600,000         | الدنماركية |
| النرويج، المجلس الشمالي                              | 5,000,000         | النرويجية  |
| أيسلندا                                              | 358,000           | الأيسلندية |
| جزر فارو                                             | 90,000            | الفاروية   |
|                                                      | 3,500             | الإلفدالية |
|                                                      | 20,251,500        | المجموع    |

* يشمل هذا الرقم كذلك 450,000 فرد من الناطقين بالسويدية في فنلندا.

## التصنيف
في علم اللسانيات التاريخية، تنقسم شجرة عائلة اللغات الجرمانية الشمالية إلى فرعين رئيسيين، هما اللغات الاسكندنافية الغربية (النرويجية، الفاروية، والأيسلندية) واللغات الاسكندنافية الشرقية (الدنماركية والسويدية)، مع وجود عدة لهجات وأشكال لغوية مختلفة. ينبثق الفرعان عن مجموعات اللهجات الغربية والشرقية للغة النوردية القديمة على التوالي. كما وُجد فرعٌ للهجة الجوتلاندية القديمة يتحدث به ساكنو جزيرة جوتلاند. تأثرت اللغات الاسكندنافية القارية (السويدية، والنرويجية، والدنماركية) بشكل كبير باللغة الألمانية الدنيا المتوسطة خلال فترة توسع الرابطة الهانزية.
ثمة أسلوب آخر لتصنيف اللغات –وذلك بالتركيز على الوضوح المتبادل بدلًا من نموذج شجرة الحياة– يفترض أن النرويجية، والدنماركية، والسويدية هي لغات اسكندنافية قارية، والفاروية والأيسلندية هي لغات اسكندنافية جُزُرية. وأخْذًا بعين الاعتبار الاتحاد السياسي الطويل بين النرويج والدنمارك، تشترك لهجة بوكمول النرويجية المعتدلة والمحافظة مع اللغة الدنماركية بمعظم المفردات والقواعد، وكانت متطابقةً تمامًا مع اللغة الدنماركية المكتوبة حتى إجراء الإصلاح الإملائي في العام 1907. (لهذا السبب، تُعدّ لهجة بوكمول وشكلها المحافظ غير الرسمي ريكمسول، أحيانًا لهجات اسكندنافية شرقية، في حين تُعتبر نيونورسك لهجة اسكندنافية غربية وفق للتصنيف الموضح أعلاه).